# Мерсер (округ, Огайо)
Ме́рсер  (англ. Mercer County) — один из округов штата Огайо. Административным центром является город Селайна.

## История
Округ Мерсер был основан 1 апреля 1820 года. Название округа происходит от имени Хью Мерсера (англ. Hugh Mercer, 1726—1777), американского офицера времён Войны за независимость.

## Население
По состоянию на 2010 год население округа составляло 40 814 человек. 7,1 % населения — дети до 5 лет, 26,4 % — дети до 18 лет, 15,4 % — пожилые люди старше 65 лет. Доля женщин составляет ровно 50,0 %.

## География
Округ Мерсер располагается в западной части штата Огайо, на границе со штатом Индиана. Площадь округа составляет 1226 км², из которых 26 км² занято водой.